# 大谷芽生
大谷 芽生（おおたに めい、2000年5月28日 - ）は、日本の女子ラグビーユニオン選手。

## プロフィール
- 京都府出身[1]。
- ポジションはセンター(CTB)。
- 身長 162cm、体重 61kg

## 略歴
2019年、石見智翠館高校卒業後、立正大学に入る。
2021年、東京五輪の7人制女子日本代表内定選手に選ばれた。
2022年、ラグビーワールドカップセブンズ2022の7人制女子日本代表に選ばれた。